# Let L-200 Morava
Let L-200 Morava je československý dvoumotorový letoun s dvojitou SOP a  zatahovacím podvozkem příďového typu. Pro svou oblíbenost a kvalitu je v současnosti využíván zejména pro vyhlídkové lety.

## Vývoj

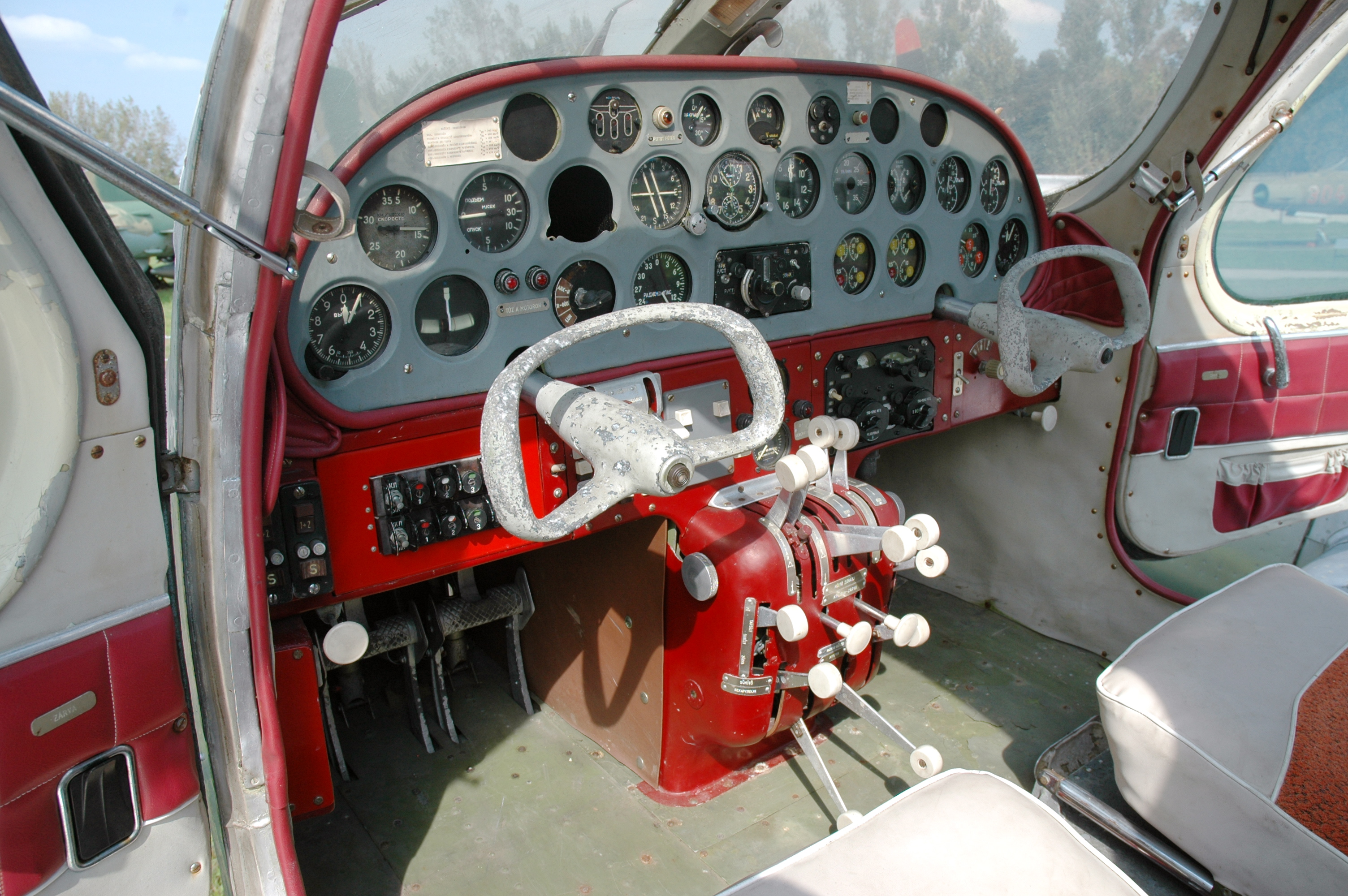
Kokpit Moravy L-200D

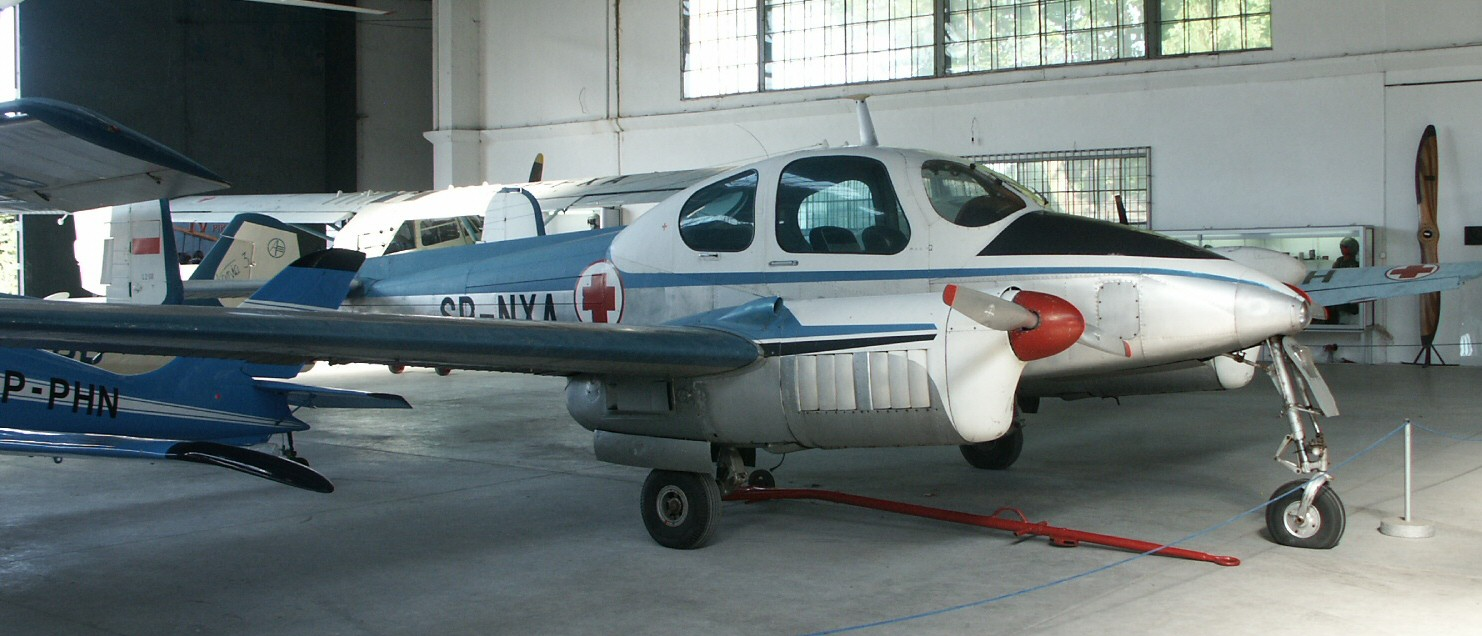
L-200A Morava (SP-NXA), Muzeum Lotnictwa Polskiego, Krakov

Vývoj letounu L-200, který se měl stát novým aerotaxíkem, začal v továrně národní podnik Strojírny první pětiletky v Kunovicích, později národní podnik Let Kunovice roku 1955. Výsledkem konstrukční kanceláře byl zdařilý pětimístný kovový dolnoplošník. První let prototypu XL-200 (výr. č. XL-001, OK-LNA) uskutečnil Ladislav Šváb 9. dubna 1957. Podnikové zkoušky proběhly od 15. května 1957 do 6. prosince 1957 v Kunovicích a od 24. ledna 1958 do 31. ledna 1958 v Letňanech. Druhým létajícím prototypem byl letoun L-200 výr. č. XL-03 s imatrikulací OK-LNB. Při letových zkouškách se ukázalo, že šestiválcové řadové motory Walter Minor 6-III o výkonu 118 kW s vrtulemi V-402 nejsou dost výkonné.
Dále bylo s motory Walter Minor 6-III postaveno deset kusů ověřovací série. Pět z nich (OK-MEA až -MEE) létalo u ČSA, další dva stroje odebralo Československé letectvo (výr. č. 00-007 a 00-008). Koncem roku 1958 přelétli dva stroje tovární piloti Vladimír Vlk a ing. František Svinka do Lvova a odtud pak do Moskvy. Zde byly předváděny a následně předány ke zkouškám. Poslední stroj z nulté série (výr. č. 00-010, OK-NIA) se stal prototypem verze L-200A (OK-OEA) s motory Walter M-337 a elektricky stavitelnými dvoulistými vrtulemi V-410, který poprvé vzlétl 27. února 1960.
Konstrukční skupina ing. Bohuslava Šimůnka v jinonickém Motorletu vyvinula silnější motor Walter M-337 s vypínatelným kompresorem a přímým vstřikováním paliva o vzletovém výkonu 154 kW/210 k a jmenovitém 125 kW/170 k. Ten byl k dispozici od roku 1959 a jeho instalace výrazným způsobem zlepšila výkony letounu. Typové osvědčení obdržela verze L-200A po absolvování aerosalónu v Paříži 27. července 1960. První série L-200A čítala 6 kusů (OK-OFA až -OFF), další série až po poslední osmou L-200A, měly počty nepravidelné, asi po dvaceti kusech. Celková produkce L-200A dosáhla 150 kusů.
Od poloviny osmé série, počínaje letounem výr. č. 170814 (OK-NIA), byly od srpna 1961 dodávány verze LET L-200D Morava s novými třílistými, automaticky stavitelnými vrtulemi V-506 s hydraulickým ovládáním o menším průměru. Nově bylo instalováno hydraulické čerpadlo na oba motory a radiokompas RKL-301. Od deváté po poslední čtrnáctou sérii se stavělo po třiceti kusech. Státní letecká správa vydala typové osvědčení pro L-200D 27. dubna 1963.
Do roku 1964 bylo v Kunovicích vyrobeno 361 kusů letadel L-200 včetně prototypů, ověřovací série a draků pro lámací zkoušky. Po roce 1964 byl do těchto letounů v rámci oprav montován "licenční" motor Avia M-337.
Další vývojovou verzí byla 6místná L-210 (jiné značení L-201; imatrikulace OK-PHB), přestavěná z L-200D v roce 1966, poháněná motory M-338 180 kW (245 k) a modifikované vrtule. Kabina upravena pro pilota a pět cestujících. Páté sedadlo bylo úplně vzadu, přístupné po sklopení střední části zadního opěradla. L-210 nakonec nebyla certifikována, počátkem 70. let ji zakoupil Slovácký aeroklub Kunovice a při nejbližší GO v Trenčíně musela být na příkaz SLI upravena zpět na L-200D. K objednávce od leteckých společností a sériové výrobě již nedošlo.

## Popis letounu

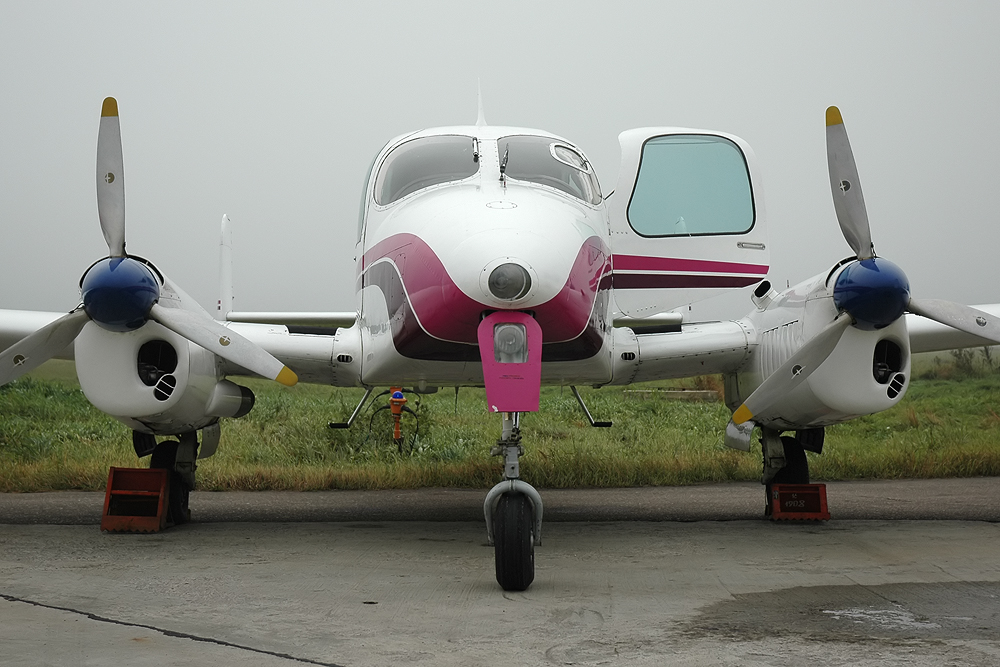
Let L-200D Morava

L-200 Morava byl dvoumotorový samonosný dolnoplošník pro pilota a 3-4 cestující. Kovová kostra křídla a pevných ocasních ploch byla potažena duralovým plechem, pohyblivé plochy plátnem. Řadové invertní motory Walter Minor 6-III uložené motorových gondolách zavěšených na křídle poháněly stavitelné kovové, dvoulisté vrtule. Krycí plechy motoru byly z duralu. Do motorových gondol byl zatahován hlavní podvozek, příďová část do trupu. Do prostorné kabiny se nastupovalo velkými bočními dveřmi na obou stranách trupu.

## Verze
- XL-200 – prototyp
- L-200 – s motorem Walter Minor 6-III
- L-200A – s motorem Walter M-337 a dvoulistými elektricky stavitelnými vrtulemi V 410
- L-200D – zmodernizovaný typ s třílistými vrtulemi stálých otáček V 506

## Specifikace (L-200D)

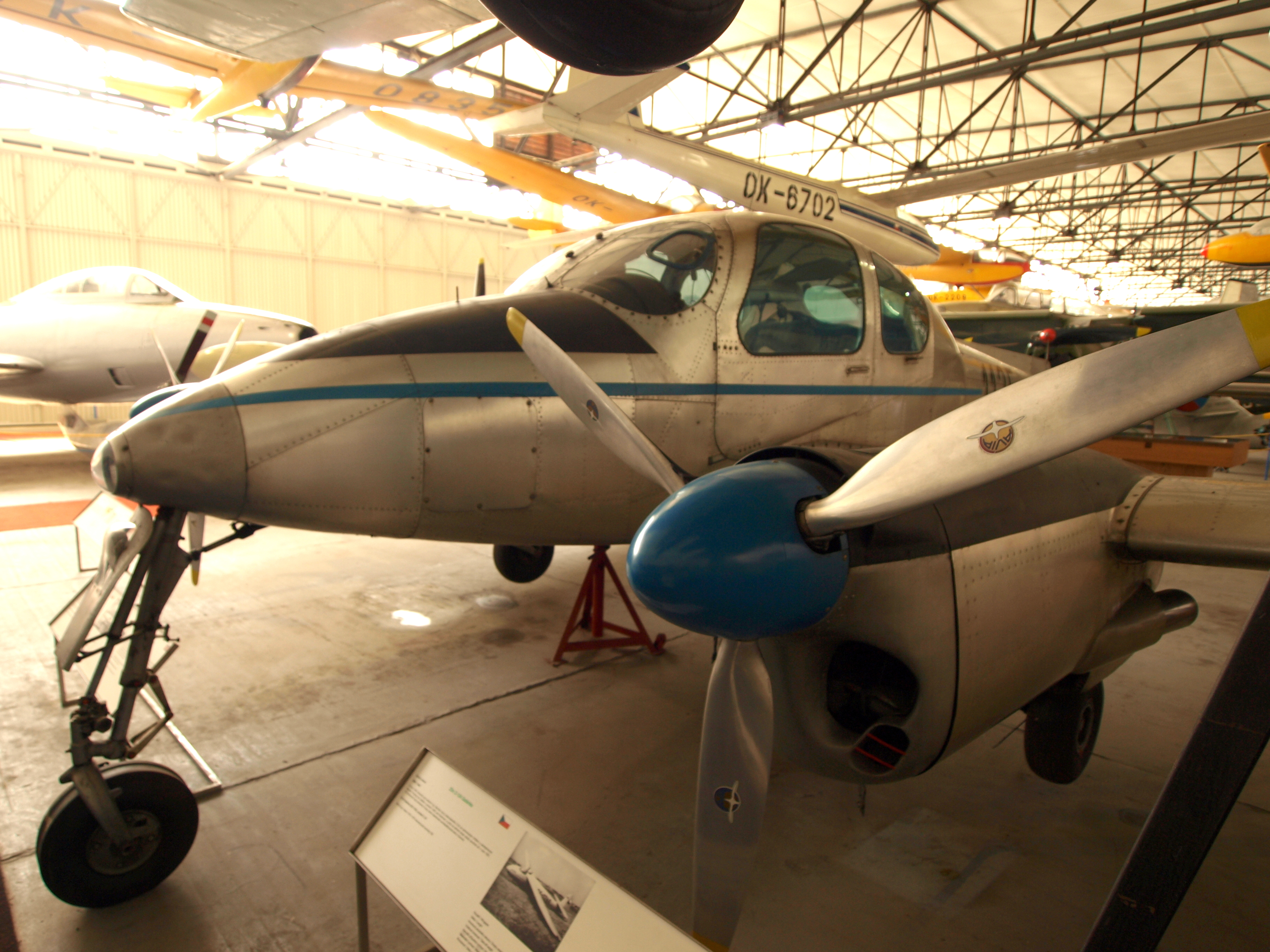
Let L-200D Morava (výr. č. 171125, ev. č. 1125), 3. dopravní letecký pluk ČSL, Letecké muzeum Kbely

Data dle

### Technické údaje
- Posádka: 1
- Kapacita: 4 osoby
- Rozpětí: 12,31 m
- Délka: 8,61 m
- Výška: 2,25 m
- Nosná plocha: 17,3 m²
- Hmotnost prázdná: 1 275 kg
- Maximální vzletová hmotnost: 1 950 kg
- Pohon: 2 × čtyřdobý vzduchem chlazený šestiválcový řadový invertní motor Walter M-337 s vypínatelným kompresorem
  - Výkon motoru: 2 x 154 kW (210k – vzletový výkon s kompresorem)

### Výkony
- Maximální rychlost: 360 km/h
- Cestovní rychlost: 256 km/h
- Maximální dolet: 1 710 km
- Dostup: 6 200 m
- Stoupavost: 6,5 m/s
- Dolet: 1900 km

## Další uživatelé
- Austrálie, Argentina, Bulharsko, Kuba, Maďarsko, Německo (NDR, NSR), Velká Británie, Egypt, Indie, Itálie, Polsko, Jižní Afrika, býv. SSSR, býv. Jugoslávie, Francie, Indonésie, Švýcarsko, Švédsko

## Zajímavost
Jeden (výr. č. 170709) z deseti strojů dodaných Kubánské lidové republice byl unesen z Kuby na Floridu a byl testován USAF na základně Wright-Patterson, posléze byl předán do Národního amerického leteckého muzea.